# Armée nationale libyenne
Pour les articles homonymes, voir Armée libyenne et ANL.
Ne pas confondre avec Armée de libération nationale (Libye) ou Forces armées de la Jamahiriya arabe libyenne.
L’autoproclamée Armée nationale libyenne (en arabe : الجيش الوطني الليبي (Al-jaysh al-watani al-llibi)) est une association de groupes disparates d'anciens militaires kadhafistes, de miliciens tribaux et de combattants salafistes organisée autour d'un noyau d'armée régulière, non reconnue internationalement et associée à la Chambre des représentants et dont le commandant en chef est le maréchal Khalifa Haftar. Ses effectifs sont évalués en 2018 à 25 000 hommes.
L'ANL est une force militaire de premier plan de la deuxième guerre civile libyenne qui a débuté en 2014.
En politique, l'ANL a remplacé en 2016 neuf conseils municipaux élus en 2014 par des personnes non-élues, pour la plupart des militaires,,. Le 17 juillet 2019, la 106e brigade de l'Armée est responsable de l'enlèvement de Seham Sergiwa, députée libyenne élue en 2014 à Benghazi,, selon The Independent et CNN, tandis que l'Armée nie son implication ; le destin de la députée est toujours inconnu le 17 octobre 2019 selon la MANUL.

## Histoire
Le 6 février 2018, Mahmoud al-Werfalli, l'un des commandants des forces pro-Haftar, recherché par la CPI pour crime de guerre, déclare qu'il se rend aux forces du maréchal. Le 9 mai 2018, après une visite de ses représentants en Libye en mars 2018, la CPI insiste sur l'obligation légale des autorités libyennes à arrêter Werfalli et le transférer à la CPI. Al-Werfalli est le commandant « Axes » de la Brigade Saïqa.

### Interventions en politique
Fin 2016, le major général Abdulrazek al-Nadoori de l'Armée nationale libyenne a remplacé des maires élus lors des élections municipales libyennes de 2014 par des personnes non-élues, pour la plupart des militaires,. En tout, l'Armée a remplacé neuf conseils élus parmi les 27 dans sa zone de contrôle par des administrateurs militaires.
Selon The Independent et CNN, entre 25 et 30 membres de la 106e brigade (Aoulia aldem (en arabe : أوليء الدم)) de l'Armée nationale libyenne sont responsables de l'enlèvement chez elle, le 17 juillet 2019, de Seham Sergiwa, députée de la Chambre des représentants libyenne élue en 2014 à Benghazi,. L'Armée nationale libyenne nie son implication. La Mission d'appui des Nations unies en Libye (MANUL) constate la responsabilité juridique des autorités de facto à Benghazi par rapport à la disparition de Sergiwa et insiste à ce que son destin soit éclairci. Selon la MANUL, la situation de Sergiwa est toujours inconnue le 17 octobre 2019.

## Composition
En 2017, le maréchal Haftar affirme disposer de 75 000 hommes sous ses ordres mais ce chiffre selon les experts serait plus proche de 25 000 hommes, répartis entre 7 000 réguliers et 18 000 miliciens,.
Les unités connues, indifféremment appelées bataillon ou brigade pour traduire le terme de katiba en arabe, sont :
- Bataillon Tariq ibn Ziyad[17] (Tariq ibn Ziad), connu pour ses exactions[4]
- Brigade Khalid ibn al-Walid ou brigade 104, composée de Toubous, qui opère dans le secteur de Sebha et commandée par Youssouf Hissene Salah, constituée en grande partie de madkhalistes (salafistes)[18]. Au mois de septembre 2018, elle participe à plusieurs opérations contre des groupes rebelles tchadiens dans le Fezzan[19].
- 10e brigade[20]
- 73e brigade[4]
- 106e brigade d'infanterie[17], commandée par le fils d'Haftar, Khaled, et considérée comme la meilleure armée et la plus loyale à Haftar parmi toutes les forces dont il dispose[21]
- 107e brigade d'infanterie
- 116e brigade[20]
- 128e bataillon[17] (commandé par le général Buhliqa)
- 166e brigade d'infanterie
- 177e brigade[20]
- 181e brigade[20]
- 241e brigade d'infanterie, un groupe sous l'autorité du colonel Mohamed bin Nile et constitué essentiellement de combattants de la tribu Magarha. Au début de mars et en avril 2015, la brigade participe à la tentative vaine d'évincer la Troisième Force de la base aérienne Brak al-Shati[22].
- 21e bataillon[17] (commandé par le général Buhliqa)
- Brigade des Martyrs d'Oumm al-Aranib, composée de Toubous
- Brigade Sobol al-Salam, une milice arabe zuwayya basée à Koufra[19]

Le maréchal Haftar emploie également 12 000 membres auxiliaires de milices en mai 2018 et 18 000 membres en mai 2019,, dont des madkhalistes (salafistes) de Sabratha, Sorman, Tiji, Badr, Zintan et Rujban et des membres de groupes armés soudanais, tchadiens et russes.
De façon générale, le maréchal Haftar a plutôt eu recours aux groupes rebelles darfouris, tandis que Misrata et les diverses factions dans l'Ouest se tournaient plutôt vers les rebelles tchadiens. L'ANL a ainsi eu recours aux services de :
- l'Armée de libération du Soudan de la faction de Minni Minnawi (ALS-MM) ;

Leur déploiement a commencé en mars 2015 dans les zones d'Oubari, al-Waw et al-Wigh. En mars 2016, elles ont joué un rôle clé pour s'emparer et protéger les installations pétrolières.
- l'Armée de libération du Soudan de la faction d'Abdelwahid al-Nour ;

Elle s'est engagée aux côtés de l'ANL avec 1 500 combattants au milieu de l'année 2016.
L'ANL a aussi eu recours :
- aux Forces de soutien rapide soudanaises[24] dirigées par un ancien janjawid darfouri, Hemeti
- au Rassemblement des forces pour le changement (RFC), un groupe rebelle tchadien zaghawa qui a commencé à opérer dans le sud-est de la Libye à la fin 2015[2];
- 200 mercenaires du Groupe Wagner russe[23].

Enfin, l'ANL agrège des milices de Zintan (2 500 hommes), plusieurs qui sont madkhalistes, et, dans une certaine mesure, la 6e brigade de Sebha, une force tribale des Oulad Souleymane.
En septembre 2017, quatre zones militaires ont été créées couvrant toute la zone centrale et une grande partie de la zone occidentale de la côte : la zone militaire du golfe de Syrte (quartier général : Ajdabiya), la zone militaire de Misrata (quartier général : Khoms), la zone militaire de Tripoli (quartier général : souq al-Khamis), la zone militaire de Zaouïa (quartier général : Sabratha). Dans les faits, l'ANL ne contrôlait alors que la zone du golfe de Syrte.

## Organisation
En 2018, le commandant de la zone militaire de Koufra était al-Mabrouk al-Ghazoui.